# Jeon Bong-jun
Jeon Bong-jun (Hangul: 전봉준, Hanja: 全琫準, phiên âm Hán - Việt: Toàn Bổng Chuẩn; 1855 – 1895), hiệu Haemong (해몽, 海夢, Hải Mông), biểu tự Myeongsuk (명숙, 明淑, Minh Thục) là một nhà cách mạng Triều Tiên cuối thế kỷ XIX. Ông là một nhà lãnh đạo nổi bật của Phong trào Nông dân Donghak. Do tầm vóc thể chất thấp bé, ông được gọi là "Nokdu Janggun" (녹두장군, Tướng quân Đậu xanh).

## Thân thế
Jeon Bong-jun sinh ngày 10 tháng 1 năm 1855, người Juknim-ri, Gochang-gun, Jeolla-do, Đại Triều Tiên.

## Đấu tranh và cách mạng
Năm 1894, Jeon Bong Jun và những nông dân khác đã cầu xin một thẩm phán địa phương của tỉnh Jeolla dỡ bỏ thuế nặng (và một số người nói là bất hợp pháp) và trả lại tài sản bị tống tiền lấy từ những người bị buộc tội phạm tội không có căn cứ. Lời cầu xin này của Jeon Bong Jun và những người khác đã bị từ chối. Để phản ứng với sự từ chối này, ông cùng với những nông dân khác, đã nổi dậy và tấn công văn phòng quận và đe dọa sẽ trừng phạt các quan chức tham nhũng nếu họ không chấm dứt tất cả tham nhũng.

## Kết thúc cách mạng
Vào ngày 28 tháng 1894 năm 2, cuộc cách mạng của Jeon Bong Jun trở nên chống phương Tây và chống Nhật vì những hành động áp bức và tàn bạo của quân đội Nhật Bản trong việc trừng phạt nông dân Hàn Quốc. Cuộc cách mạng này lan rộng từ thị trấn này sang quận khác khi quân đội nông dân thề sẽ tiêu diệt toàn bộ giai cấp thống trị Triều Tiên và trục xuất tất cả các đảng Nhật Bản và phương Tây. Đến tháng Chín, cuộc nổi dậy của nông dân của ông đã kết thúc bạo lực khi quân đội nông dân của ông bị đánh bại hoàn toàn bởi một quân đội Nhật Bản được đào tạo tốt, được trang bị tốt hơn trong Trận Ugeumchi. Jeon Bong-jun bị bắt bởi thống đốc tỉnh Jeolla, Yi Do-jae và bị xử tử bằng cách treo cổ vào ngày 1895 tháng <> năm <>.

## Hình ảnh văn hóa
- Được thể hiện bởi Choi Moo-sung trong bộ phim truyền hình SBS năm 2019 Nokdu Flower.
- Có một bức tượng của Jeon Bong Jun ở Seoul, tại giao lộ của Jong-ro và Ujeongguk-ro.